# セバ屑
セバ屑（セバくず）とは、非鉄スクラップの一種。JISでは1号新黄銅くずという。
コーペル屑と比べるとやや（5％）銅の成分が多い。

## 特徴
- 銅含有量が65%で亜鉛含有量が35%くらいの板の新くずを、原料業界ではこの名称で呼ぶ[1]。
- 一辺10mm以上のものが一般的で、JIS規格では、厚さ0.2mm以上のものを指す[1]。
- 銅含有量が高いため、コーペル屑と比べるとやや青みがかった黄銅色[1]。